# Aeschnophlebia intersedens
Aeschnophlebia intersedens – gatunek ważki z rodziny żagnicowatych (Aeshnidae). Występuje w północno-wschodnich Indiach (w stanie Meghalaya), Mjanmie i północno-zachodniej Tajlandii.